# Kevin Starr
Kevin Owen Starr (San Francisco, Kalifornia, 1940. szeptember 3. – San Francisco, Kalifornia, 2017. január 14.) amerikai történész, könyvtáros.

## Művei
- Americans and the California Dream, 1850–1915. (1973 and 1986)
- Land's End (1979, regény)
- Inventing the Dream: California through the Progressive Era (1985)
- Material Dreams: Southern California through the 1920s (1990)
- Endangered Dreams: The Great Depression in California (1996)
- The Dream Endures: California Enters the 1940s (1997)
- Embattled Dreams: California in War and Peace, 1940-1950 (2002)
- Coast Of Dreams: California on the Edge, 1990-2002 (2004)
- California: a history (2005)
- Golden dreams: California in an age of abundance, 1950-1963 (2009)
- Continental Ambitions: Roman Catholics in North America: the Colonial Experience (2016)
- Golden Gate: The Life and Times of America’s Greatest Bridge